# Kanton Bugeat
Der Kanton Bugeat war von 1790 bis 2015 ein französischer Wahlkreis im Département Corrèze und in der damaligen Region Limousin. Er umfasste elf Gemeinden im Arrondissement Ussel; sein Hauptort (frz.: chef-lieu) war Bugeat. Die landesweiten Änderungen in der Zusammensetzung der Kantone brachten im März 2015 seine Auflösung.

## Gemeinden
| Gemeinde                | Einwohner (Stand: 2022) | Code postal | Code Insee |
| ----------------------- | ----------------------- | ----------- | ---------- |
| Bonnefond               | 114                     | 19170       | 19027      |
| Bugeat                  | 741                     | 19170       | 19033      |
| Gourdon-Murat           | 85                      | 19170       | 19087      |
| Grandsaigne             | 48                      | 19300       | 19088      |
| Lestards                | 115                     | 19170       | 19112      |
| Pérols-sur-Vézère       | 199                     | 19170       | 19160      |
| Pradines                | 86                      | 19170       | 19168      |
| Saint-Merd-les-Oussines | 109                     | 19170       | 19226      |
| Tarnac                  | 338                     | 19170       | 19265      |
| Toy-Viam                | 35                      | 19170       | 19268      |
| Viam                    | 85                      | 19170       | 19284      |